# Scyllarus bertholdii
Scyllarus bertholdii är en kräftdjursart som beskrevs av Paulson 1875. Scyllarus bertholdii ingår i släktet Scyllarus och familjen Scyllaridae. Inga underarter finns listade i Catalogue of Life.